# Vilbrando di Oldenburg
Vilbrando di Oldenburg, riportato nelle fonti italiane anche come Villebrando o Willebrando (Wilbrand von Oldenburg in tedesco, Wilbrand van Oldenburg in olandese; prima del 1180 – Zwolle, 26 luglio 1233), è stato un vescovo cattolico tedesco, il quale resse la diocesi di Paderborn dal 1225 al 1227 e successivamente fu principe vescovo di Utrecht dal 1227 alla morte.

## Biografia
Vilbrando era un esponente del casato di Oldenburg, una delle più influenti famiglie nobili tedesche. Suo padre era il conte Enrico II di Oldenburg-Wildeshausen, sua madre, Beatrice di Hallermund, figlia del conte Vilbrando I di Loccum-Hallermund. Un suo zio, Gerardo di Oldenburg-Wildeshausen, fu vescovo di Osnabrück dal 1192 al 1216, quando divenne arcivescovo di Brema.
Vilbrando fu prevosto della chiesa di San Nicola a Magdeburgo, e dal 1211 al 1212 canonico a Hildesheim. Qui, per ordine dell'imperatore Ottone IV, si dedicò alla preparazione di un itinerario per la Terra santa, soprattutto per la Cilicia, in vista della crociata (la quinta) che si andava preparando. Si dedicò al compito con l'aiuto di Ermanno di Salza, Gran Maestro dell'Ordine Teutonico, e frutto del suo lavoro fu l'Itinerarium terrae sanctae, molto importante per le informazioni sulle crociate e i castelli dei crociati nel XIII secolo. Partecipò alle operazioni della quinta crociata in Egitto e fu spesso in Italia come consigliere di Federico II.
Nel 1225 Vilbrando fu consacrato vescovo di Paderborn ed ebbe successo nel placare la nobiltà ribelle locale. Nel 1226 fu nominato governatore ad interim delle diocesi di Münster e Osnabrück, dopo che i loro vescovi erano stati deposti a causa della loro complicità con l'omicidio di Engelberto di Berg, arcivescovo di Colonia. L'anno successivo, a causa della sua esperienza militare, fu trasferito da papa Gregorio IX alla diocesi di Utrecht come successore del vescovo Otto II che era stato ucciso nella battaglia di Ane nel corso di una spedizione militare che lo stesso Otto aveva intrapreso per ripristinare con la forza l'autorità di Utrecht nella Drenthe.
Vilbrando cercò di risolvere con la forza il problema della Drenthe, con esiti discutibili. Riuscì a sconfiggere gli abitanti della Drenthe a Peize (1229), ma fallì nei tentativi di riottenere il controllo della città di Coevorden con l'appoggio militare dei Frisoni. Ebbe invece "successo" nel far cessare l'attività del comandante militare dei Drenti, Rudolf II di Coevorden: lo invitò al castello di Hardenberg per negoziare la pace. Rudolf accettò, ma appena arrivato, il vescovo lo fece arrestare e sottoporre al supplizio della ruota. Dopo di che Rudolf fu impalato ed esposto al popolo.